# Gare de Bergame-Ospedale
 (juin 2021).
Si vous disposez d'ouvrages ou d'articles de référence ou si vous connaissez des sites web de qualité traitant du thème abordé ici, merci de compléter l'article en donnant les références utiles à sa vérifiabilité et en les liant à la section « Notes et références ».
 (juin 2021).
La gare de Bergamo-Ospedale (en italien Stazione di Bergamo Ospedale) est une halte ferroviaire du tronçon de chemin de fer commun à la ligne Lecco-Brescia (it) et à la ligne Seregno-Bergame (it). Elle est située dans le quartier de Villaggio degli Sposi à Bergame, en Italie. 
Elle tire son nom de l'hôpital (en italien Ospedale Papa Giovanni XXIII), situé à proximité, qu'elle dessert.

## Histoire
Les travaux de construction de la halte de Bergame-Ospedale ont débuté le 4 octobre 2017, avec comme échéance le mois de décembre de cette même année, coïncidant avec l'introduction de l'horaire d'hiver. 
Elle est mise en service le 10 décembre 2017. Elle est conçue selon les normes européennes pour les services ferroviaires métropolitains, en respectant les règles d'accessibilité : un quai de 250 mètres de long, d'une hauteur de 55 cm (pour faciliter l'entrée et la sortie des trains), partiellement couvert par un auvent d'environ 70 mètres de long et accessible par des escaliers et une rampe. Il est équipé d'un système d'information des passagers avec écrans et annonces sonores.
Cette halte fait partie d'un projet plus vaste, qui prévoit le doublement de la ligne ferroviaire et l'activation sur celle-ci d'un système de transport ferroviaire métropolitain desservant Bergame et son arrière-pays.
L'arrêt et l'hôpital adjacent sont reliés par une voie piétonne.

## Service des voyageurs

### Desserte
Bergame-Ospedale est desservie par des relations régionales effectuées par Trenord dans le cadre du contrat de service signé avec la Région Lombardie sur la ligne Bergame-Milan via Carnate.
On étudie actuellement la possibilité d'arrêter dans la gare également les trains de la relation Bergame-Lecco, qui actuellement passent par la gare sans s'arrêter.

### Intermodalité
Un arrêt de bus est proche de la halte.